# Johannes Michael Friedrich Adams
Pour les articles homonymes, voir Adams.
Johann Michael Friedrich Adams, né en 1780 et mort en 1832, est un botaniste allemand au service de l'Empire russe.

## Carrière
Il fait des études médicales de 1795 à 1796 à Saint-Pétersbourg. Entre 1800 et 1802, il voyage à travers le Caucase dans l'entourage du comte Moussine-Pouchkine (1760-1805). Ensuite, il dirige une expédition pour le comte Golovkine en Chine où il s'occupe de zoologie, mais cette expédition échoue. Il part ensuite pour Iakoutsk en Sibérie. En 1805-1806, il voyage le long du fleuve Léna afin de découvrir une dépouille de mammouth.
À la fin de sa vie, il devient professeur-assistant de botanique à l'académie de médecine et de chirurgie de Moscou.

## Publications
Decades quinque novarum specierum plantarum, Tiflis, 10 novembre 1802